# 百槇の話
「柏槇の話」（びゃくしんのはなし、独: Von dem Machandelboom、KHM 47）はグリム童話のひとつ。「ねずの木の話」とも呼ばれている。

## あらすじ
昔々、仲の良い夫婦が住んでいた。妻が柏槇の実を食べた際に懐妊して息子が生まれたが、産後の肥立ちが悪く死んでしまった。妻は夫に「私が死んだら柏槇の木の下に埋めてください」と遺言を残したので、夫はその通りにした。妻の死後、夫は再婚した。再婚相手との間には娘が生まれた。新しい妻は先妻の残した息子を常に邪魔者扱いした。しかし腹違いの息子と娘にもかかわらず、仲の良い兄と妹だった。
ある日、家に帰ってきた妹にリンゴを与えた母親は「お兄ちゃんにもあげてちょうだい」とせがまれて、兄の殺害を思い立つ。少し遅れて学校から帰宅した兄に母親は箱からリンゴをひとつ取るように言って、兄が箱の中に首を突っ込んでるところに箱のふたを勢いよく閉めて、彼の首を切断してしまう。ふと我に返った母親は他人が殺したように見せかけようと遺体の首と胴体を白い布で巻いてつなげて椅子に座らせる。
兄が死んでいるとは知らずに話しかけた妹が彼が返事をしないことに疑問に思い、母親に聞くと「お兄ちゃんが何も言わないなら顔を叩きなさい」と言われる。その通りにして兄の顔を叩くと首が転がった。兄を殺してしまったと動転する妹を母親は慰め、兄の遺体を切り刻んで、その肉を調理中のシチューに放り込んでしまう。やがて父親が帰宅して兄の不在に疑問を抱くが、母親は「親戚のところに行った」とごまかした。その後、父親は夕食の際に「今夜のシチューはうまい」と何杯もおかわりをする。妹は泣きじゃくりながら、兄の骨をテーブルの下から集めて、それを絹のハンカチにくるんで柏槇の木の下に埋める。
すると兄は美しい鳥に生まれ変わり、様々なところで美しい声を披露し、金の鎖と赤い靴と石臼を手に入れて、家に帰って来て家族を呼ぶように鳴いた。その声にまず父親が家から出てくると金の鎖を与え、次に出てきた妹には赤い靴を与える。母親だけは最初は外に出ようとしなかったが、考えた末に出てきたところ、石臼が落ちてきて死亡した。すると鳥だった兄は人間の姿に戻る。